# Maison Parviainen
La maison de Parviainen (finnois : Parviaisen talo), est un bâtiment construit sur Seminaarinmäki à Jyväskylä en Finlande.

## Galerie

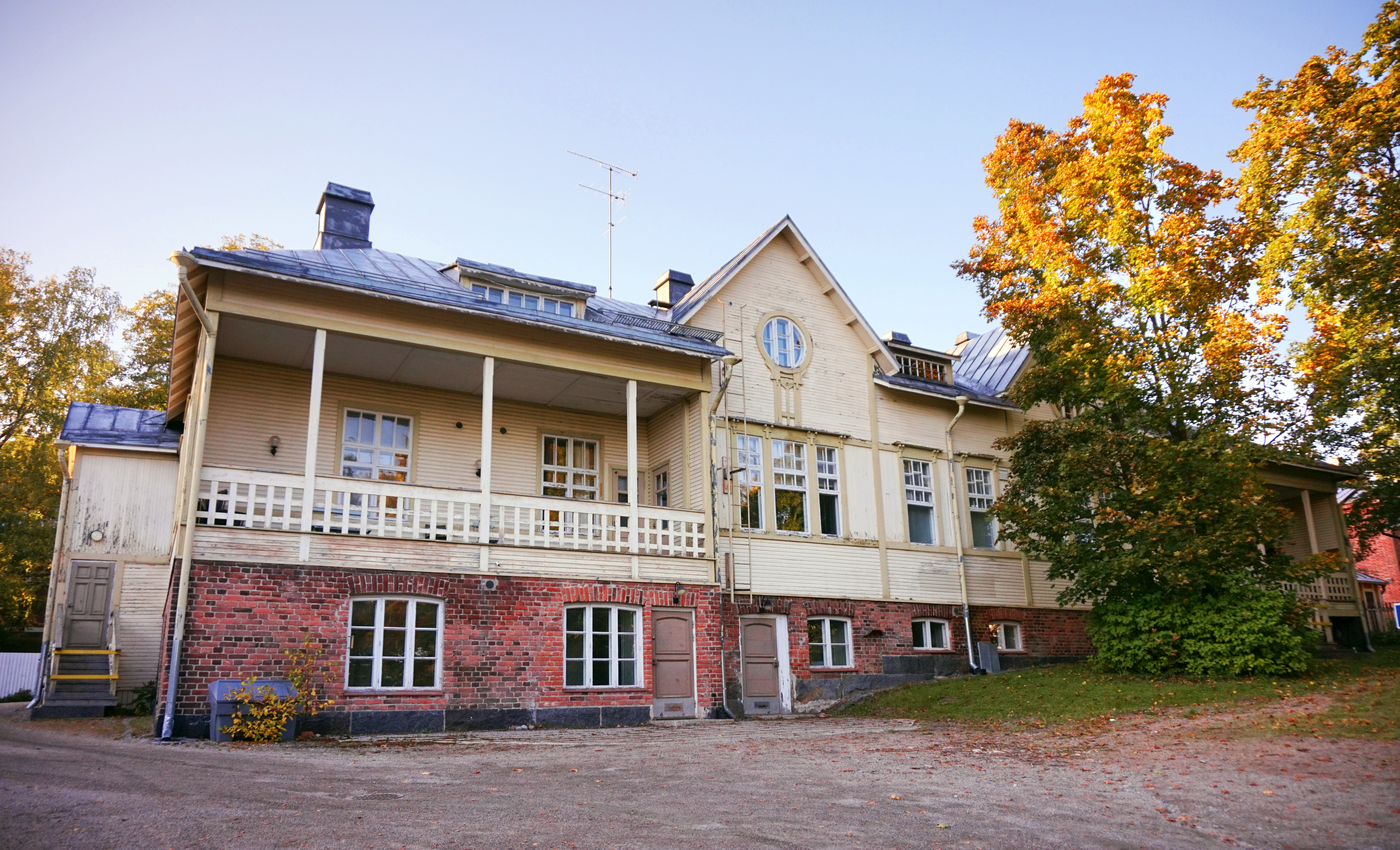
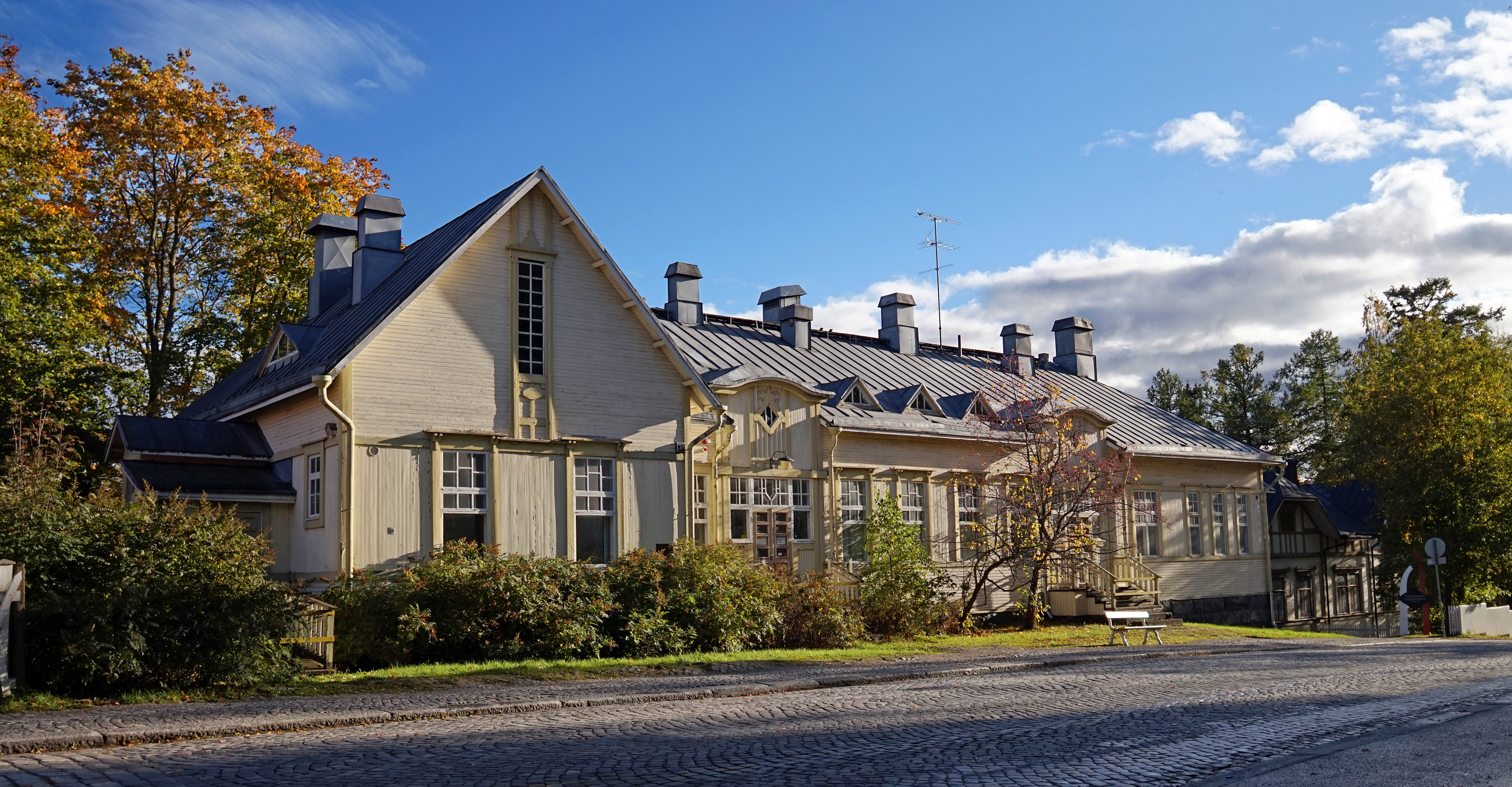